# Malice (игра, 2004)
Malice — компьютерная игра в жанре платформера, разработанная Argonaut Games и изданная Mud Duck Productions в Северной Америке и Evolved Games в Европе. Игра была выпущена для Xbox и PlayStation 2 в 2004 году.

## Сюжет
Игра рассказывает о возвращении рыжеволосой богини по имени Мэлис. Она ищет восемь Логических ключей для Металлического стража, хранителя вселенной, чтобы найти и победить злого Бога-пса.

## Разработка
Изначально игру планировалось выпустить на PlayStation. Позднее игра была портирована на Xbox, выход был намечен на конец 2001 года. Участники группы No Doubt озвучили различных персонажей для игры, а певица Гвен Стефани озвучила протагонистку Мэлис. После длительных переносов, отмены, смены издателя и перезапуска, игра была выпущена в 2004 году. Она стала последним проектом Argonaut Games, через два месяца после выпуска версии для Xbox в Европе компания прекратила свою деятельность.

## Критика
| Сводный рейтинг                    | Сводный рейтинг | Сводный рейтинг |
| Издание                            | Оценка          | Оценка          |
| Издание                            | PS2             | Xbox            |
| ---------------------------------- | --------------- | --------------- |
| GameRankings                       | 49,73 %         | 48,65 %         |
| Metacritic                         | 51/100          | 48/100          |
| Иноязычные издания                 |                 |                 |
| Издание                            | Оценка          | Оценка          |
| Издание                            | PS2             | Xbox            |
| EGM                                | 4,67/10         | 4,67/10         |
| Game Informer                      | N/A             | 5,5/10          |
| GamePro                            | N/A             | [ 12 ]          |
| GameSpot                           | 5/10            | 5/10            |
| IGN                                | 5,8/10          | 5,8/10          |
| OPM                                | [ 15 ]          | N/A             |
| OXM                                | N/A             | 3,5/10          |
| TeamXbox                           | N/A             | 4,9/10          |
| X-Play                             | N/A             | [ 18 ]          |
| PlayStation: The Official Magazine | 6/10            | N/A             |

Согласно веб-сайту Metacritic, версия Malice для PlayStation 2 получила смешанные отзывы, а версия Xbox — в основном отрицательные.